# Storia dell'architettura in Abruzzo
La storia dell'architettura in Abruzzo è un saggio critico del 1927 scritto da Carlo Ignazio Gavini, pubblicato in due volumi, più un terzo delle tavole di disegno delle opere descritte, dalla casa editrice romana Bestetti e Tumminelli. Il saggio si propone come il primo completo studio sulle vicende storiche delle costruzioni monumentali abruzzesi dal VI secolo al XVI secolo.

## Genesi e contenuto
Gavini fu il secondo principale critico d'arte ad aver realizzato un'opera monumentale di oltre 1 000 pagine sull'architettura abruzzese, dopo il lavoro  Monumenti storici ed artistici degli Abruzzi. del professore abruzzese Vincenzo Bindi; nei primi anni del '900 anche lo storico dell'arte Émile Bertaux, con l'aiuto del sulmonese Antonio De Nino apportò un contributo alla catalogazione e classificazione dei monumenti abruzzesi, tuttavia le campagne di scavi e lavori dentro le abbazie, le cattedrali, le basiliche, e soprattutto il progetto di risanare l'architettura medievale dalle superfetazioni rinascimentali e barocche, di cui nei primi anni del XX secolo lo studioso teramano Francesco Savini ne fu promotore nella sua città e nel contado della provincia, distruggendo le aggiunte barocche alla cattedrale di Teramo, alle chiese di San Domenico, Santa Maria delle Grazie con convento, a San Francesco, ecc., fecero sì che il Gavini con studi più aggiornati, ricompilasse un'opera di studio critico.
Infatti l'opera monumentale del Bindi si era posta come la prima, a detta nell'introduzione scritta da Ferdinad Gregorovius, a rappresentare in un'unica monografia, e non in appendice a studi di storia dell'arte nell'Italia Meridionale durante il Medioevo, e ancora oggi è un manuale di studio di riferimento per quanto riguarda soprattutto la ricerca e il confronto delle fonti storiche inerenti al monumento descritto: documenti, diplomi, citazioni di altri autori o storici che ne parlano, ecc. mentre appare ancora troppo evidente il tono confidenziale e non impersonale, soprattutto senza la rigidità critica e analitica dello storico, del commento sull'aspetto architettonico dell'opera, sui periodi dell'arte che si sono intercorsi tra loro, longobardo, romanico, gotico, ecc.
Il Gavini da qui ambì a un progetto di confronto dei monumenti tra loro, anche perché rilevò che il Bindi si concentrò solo sui monumenti più rappresentativi dell'Abruzzo, e non catalogò tutte le architetture medievali presenti nella regione, ragion per cui lo studio dell'architettura medievale in Abruzzo necessitava di un aggiornamento. Egli come si vede nell'elenco dei capitoli delle opere descritte, rifacendosi per la ricostruzione storica alle fonti del Bindi, distinse la realizzazione delle opere in "scuole", la scuola dell'Aquila per il romanico, la scuola di Teramo per il gotico, la scuola di Lanciano per il tardogotico trecentesco ecc. spesso e volentieri, come gli criticò il Moretti, arrogandosi il diritto di una distinzione arbitraria del tutto personale, senza l'apparato di fonti o altri confronti.
Ragion per cui già negli anni '60 del Novecento questa distinzione in scuole per le varie opere sparse nella regione Abruzzo, fu vista come una decisione del tutto personale, basata sul confronto delle opere minori della macroregione o della provincia con l'opera maggiore, un'abbazia, un duomo, una basilica. Da un lato, se come fece anche Moretti, si facesse un confronto rileggendo l'opera del Gavini di modelli con opere derivate, soprattutto per quanto riguarda L'Aquila e le sue chiese, il Gavini avrebbe in un certo senso ragione, anche perché nelle chiese aquilane perfino di recente (Orlando Antonini, Architettura religiosa aquilana (2 voll.), Tau editore, 2010), si è stabilito che in seguito alle varie fasi ricostruttive dell'arte romanica dopo il terremoto del 1349, ci furono alcuni modelli duecenteschi rimasti intatti, quali la basilica di Santa Maria di Collemaggio o la chiesetta di Sant'Antonio abate, che funsero da modello per l'opera di ricostruzione delle maggiori chiese dei quartieri (Santa Maria Paganica, il cui portale stesso datato 1308 fu un modello per le altre, San Silvestro, San Pietro Coppito, Santa Maria d'Assergi, San Marciano, San Domenico, Santa Giusta, San Flaviano, ecc.).
L'opera fu pubblicata nel 1927 in due tomi, riscosse subito un immediato successo, e si presentò come il completamento di altri lavori di ricerca, critica e filologia eseguiti alcuni decenni prima da studiosi abruzzesi, quali Vincenzo Bindi per o studio degli artisti abruzzesi, raccolti in un Dizionario storico, e Francesco Savini, per i numerosi studi sulle chiese di Teramo e della sua provincia, come le badie di Santa Maria di Propezzano, San Giovanni ad Insulam e Santa Maria a Vico.

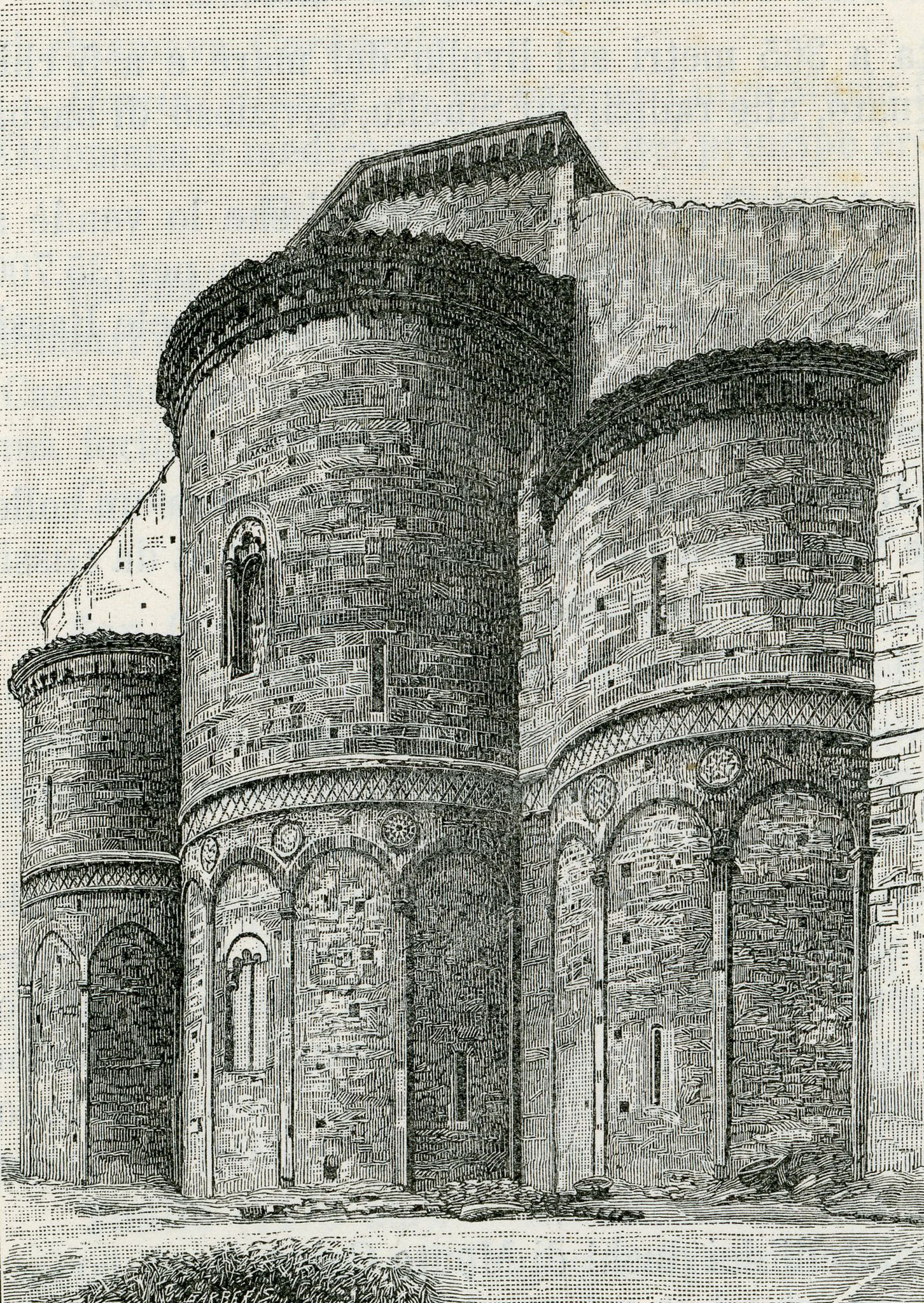
Abbazia di San Giovanni in Venere al tempo di Gavini
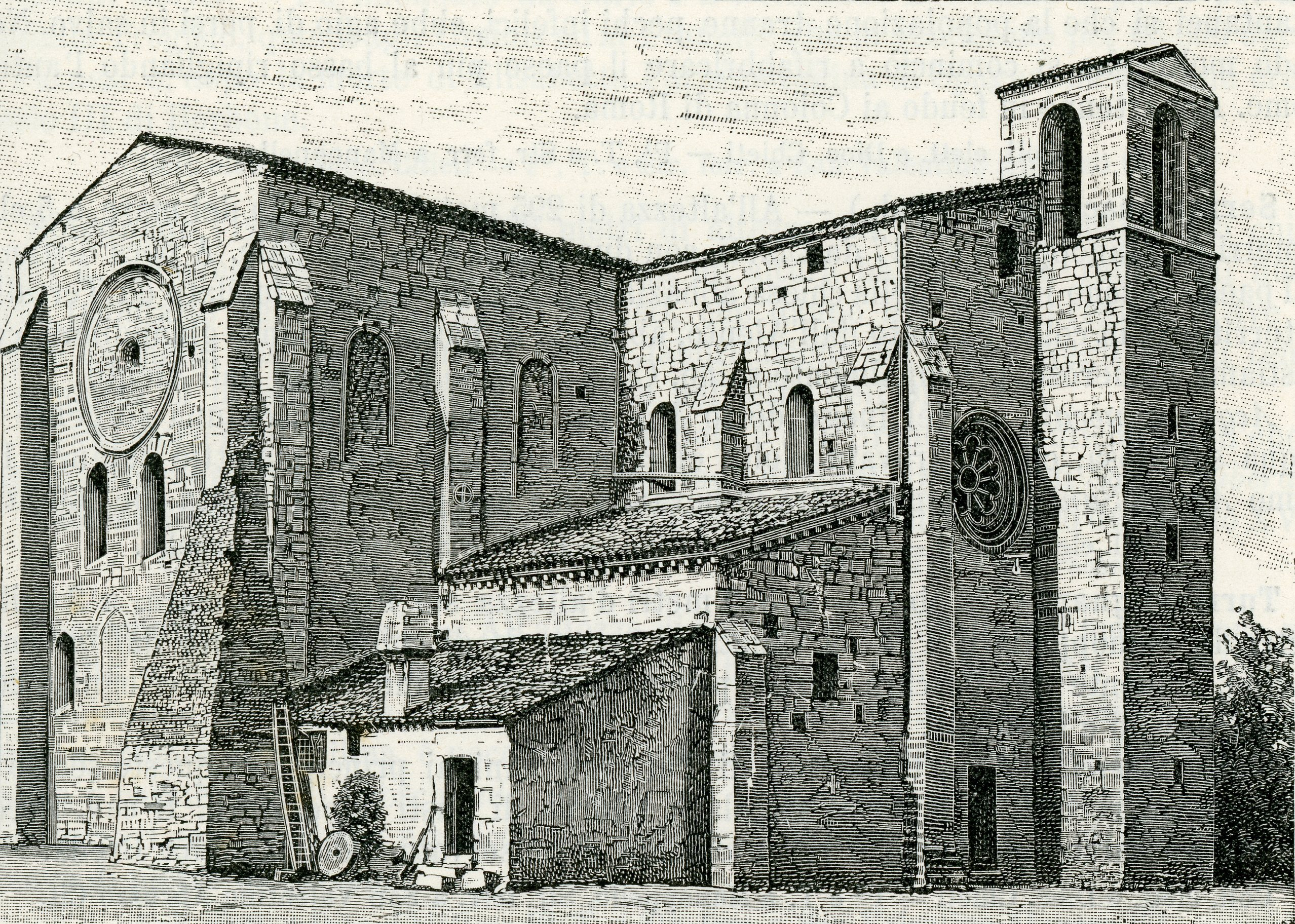
Abbazia di Santa Maria Arabona al tempo di Gavini
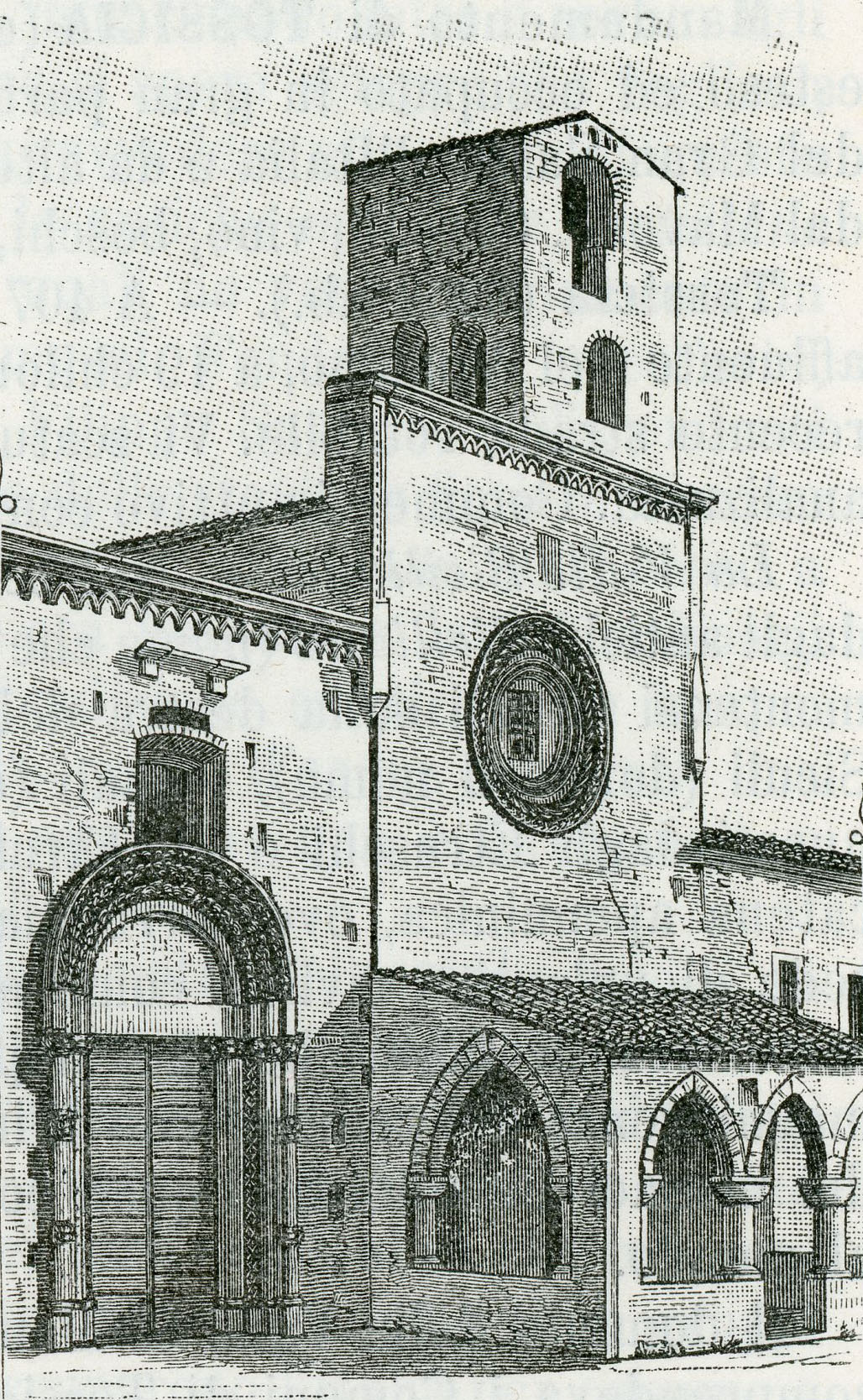
Abbazia di Santa Maria di Propezzano
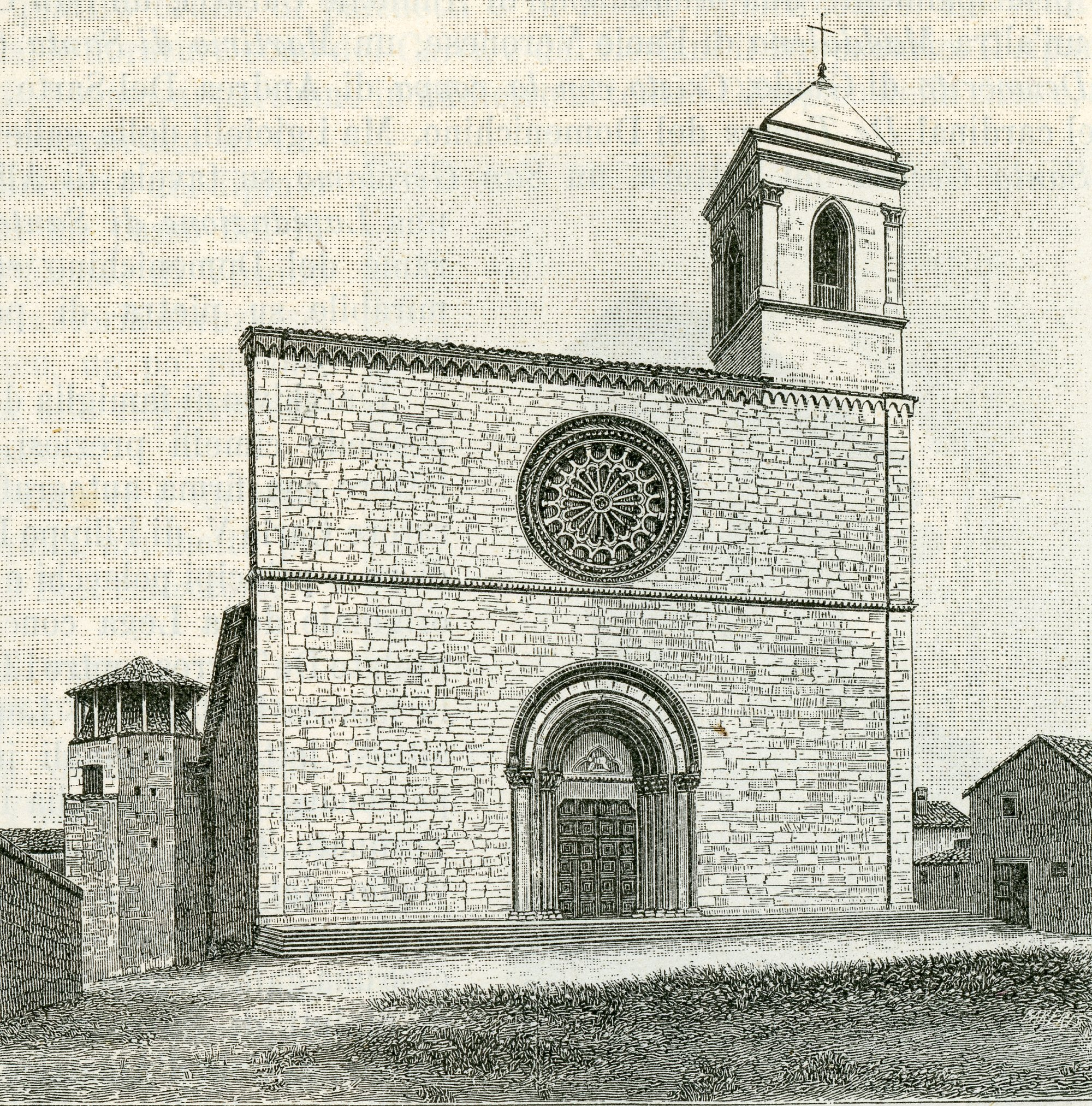
Chiesa di San Silvestro, L'Aquila
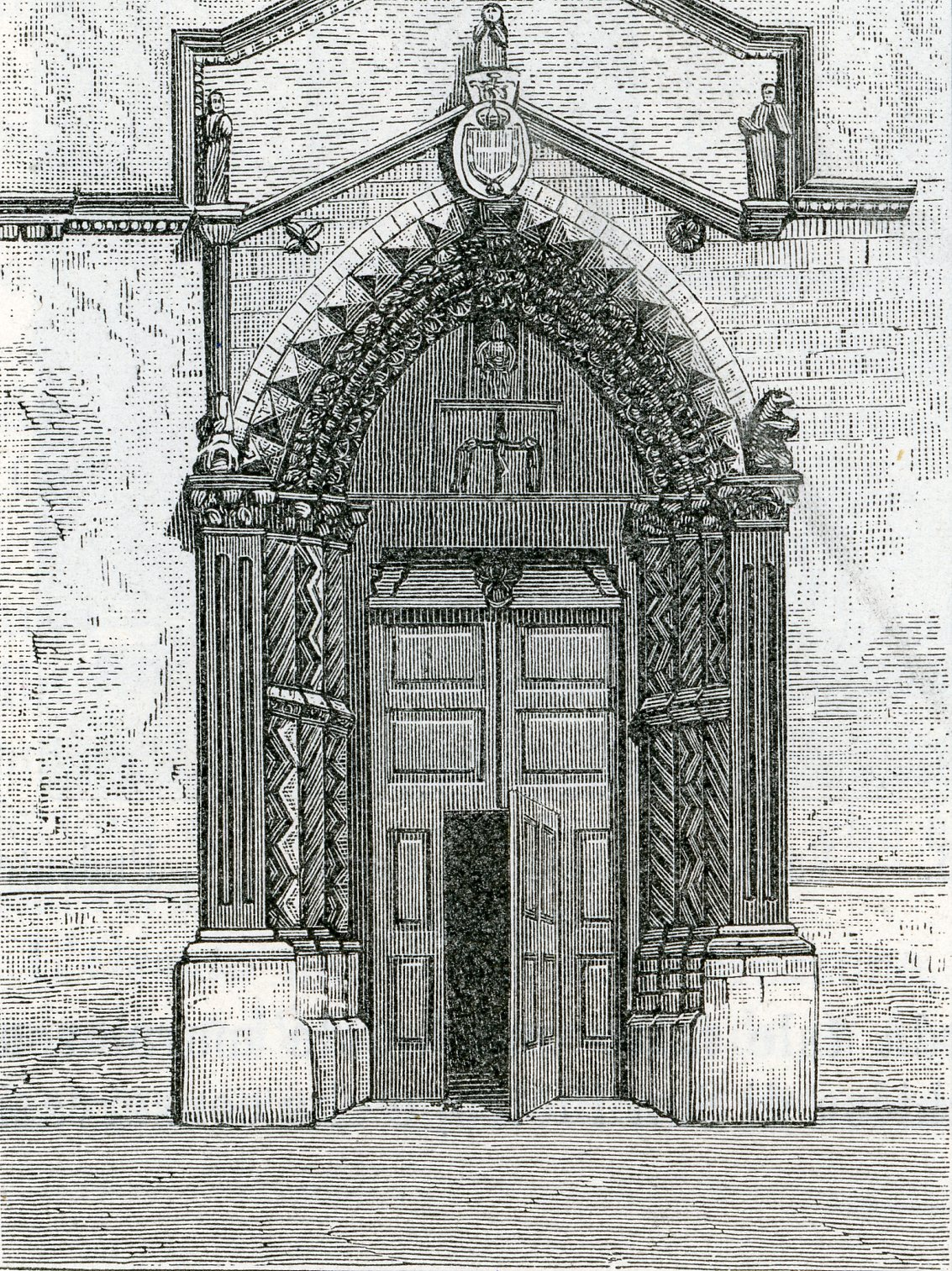
Portale della chiesa di San Pietro a Vasto
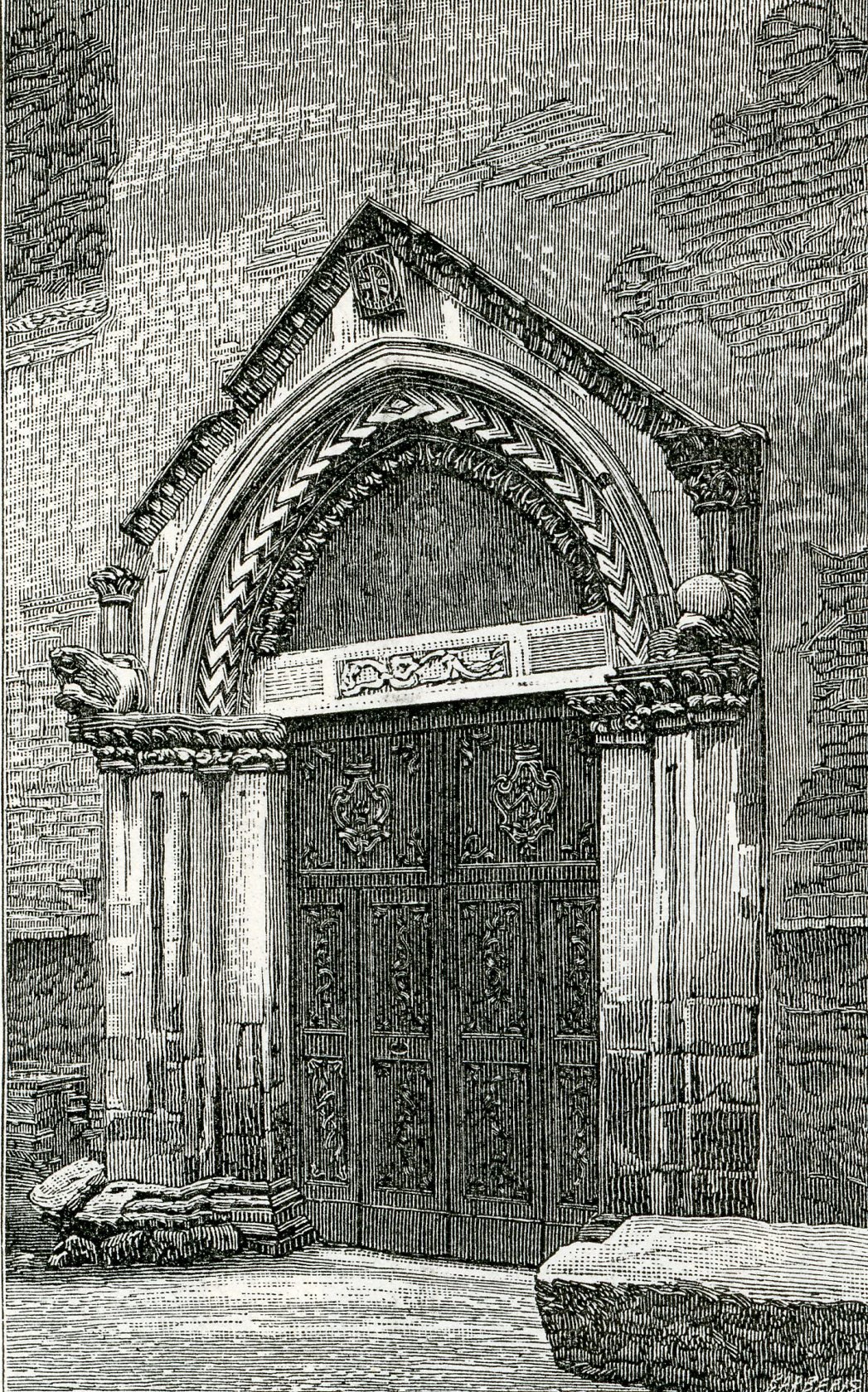
Portale della chiesa di Sant'Antonio abate a Chieti
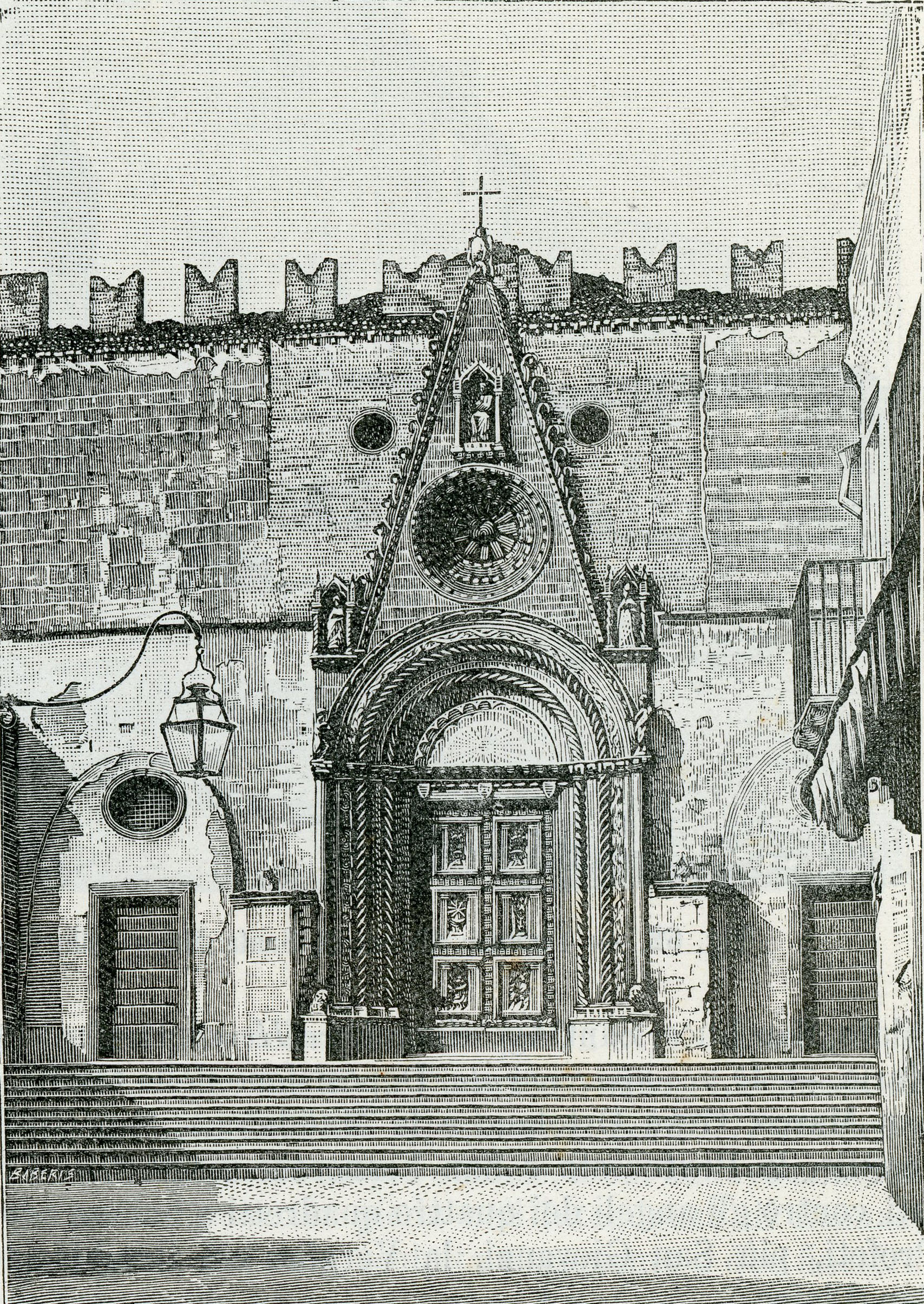
Portale della chiesa cattedrale di Santa Maria Assunta,a l tempo di Gavini dedicata solo a San Berardo

Ancora oggi la Storia dell'architettura di Gavini è una delle principali fonti di ricerca e di studio della storia dell'arte abruzzese, pur rimanendo consapevoli della vetustà dell'opera in sé, e di nuove scoperte e nuovi restauri apportati alle architetture da lui descritte, per non parlare di alcune architetture pesantemente modificate da eventi naturali o dalla mano umana (le guerre, i bombardamenti). L'opera si divide in questi indici:
PARTE PRIMA
- I secoli avanti al Mille
  - Santa Maria Aprutiensis
  - San Pietro di Campovalano
  - Chiesa dei Carmelitani di Bellante
  - Abbazia di San Clemente a Casauria (prima fabbrica)
  - chiesa di San Clemente al Vomano
  - chiesa di Santa Maria di Propezzano
  - Chiesa di San Michele a Città Sant'Angelo
  - abbazia di San Pietro ad Oratorium
  - San Lorenzo di Bussi
  - Sant'Angelo a Vittorito
  - San Pietro e Santa Maria di Fagnano Alto
  - chiesa di San Paolo di Peltuinum
  - Sant'Eusanio Forconese
  - Santa Giusta extra moenia di Bazzano (fraz. L'Aquila)
  - San Giustino di Paganica
  - San Michele in San Vittorino
  - San Cesidio di Trasacco
  - San Salvatore di Avezzano (distrutta dal terremoto del 1915)
  - Santa Maria delle Grazie in Luco dei Marsi
  - San Clemente di Guardiagrele (distrutta, presso località Comino)
  - abbazia di San Giovanni in Venere, prima fabbrica VIII secolo
  - Santa Maria a Vico sul Vibrata (Sant'Omero)
  - Cattedrale di Penne, prima fabbrica dedicata a San Pietro
  - Le chiese di Antrodoco e Borgo Velino

- I: Le vestigia dell'alto medio evo
- II: L'architettura nei secoli avanti il Mille

PARTE SECONDA
- I: la scuola di San Liberatore
  - abbazia di San Liberatore a Majella
  - La Cattedrale Valvense - Sant'Alessandro
  - La Cattedrale di Sulmona
  - La Cattedrale di Chieti
  - San Benedetto di Pescina (ex Santa Sabina)
  - chiesa di Santa Maria in Valle Porclaneta
  - San Salvatore alla Majella (località di Rapino, provincia di Chieti), portale rimontato nella chiesa di Sant'Antonio
  - San Pietro ad Oratorium
  - Santa Maria di Atri, fabbrica pre romanica

- II: L'Architettura nel secolo XI

PARTE TERZA
- I Monumenti Benedettini nel secolo XII
- I: La scuola di San Liberatore
  - Santa Maria di Bominaco
  - San Clemente al Vomano
  - Santi Giovanni e Vincenzo a Turrivalignani
  - San Martino di Nereto
  - chiesa di San Giovanni ad insulam

- II:La Scuola Valvense
  - Cattedrale Valvense di San Pelino
  - La Cattedrale di San Panfilo
  - San Paolo di Peltuino
  - San Nicola a Prata d'Ansidonia
  - Sant'Eusanio Forconese
  - Santa Maria Assunta in Assergi
  - Sant'Angelo di Pianella (Santa Maria Maggiore)
  - Santa Maria delle Grazie a Civitaquana
  - chiesa di Santa Maria del Lago a Moscufo
  - L'Antica cattedrale di Teramo - fase XII secolo di San Getulio
  - Santa Maria a Mare di Giulianova
  - San Giovanni ad Insulam
  - San Giovanni in Leopardo
  - Santa Maria di Bominaco
  - L'ambone di Assergi
  - Santa Maria in Cinquemiglia (Castel di Sangro, ruderi)
  - San Giovanni in Venere
  - San Matteo in Rocca San Giovanni

- III: Scuole minori
  - chiesa di Santa Maria in Cellis di Carsoli
  - San Pietrodi Alba Fucens
  - Santa Maria in Valle Porclaneta
  - San Martino sulla Marrucina (attuale parrocchia)
  - Santa Maria del Lago
  - Santo Stefano di Cugnoli
  - San Clemente a Casauria
  - chiesa di Santa Maria di Ronzano
  - Santa Maria Maggiore di Guardiagrele
  - San Cristinziano di San Martino sulla Marrucina
  - San Vito di Valle Castellana
- IV: La Scuola Borgognona
  - San Giovanni in Venere
  - Abbazia di Civitella Casanova
  - Santa Maria di Atri

- V: La Scuola Casauriense
  - San Clemente a Casauria
  - Cattedrale Valvense
  - San Pietro ad Oratorium
  - Sant'Angelo di Pianella
  - San Nicola di Pescosansonesco
  - Palazzo de' Petris a Castiglione a Casauria
  - Santa Maria di Atri
  - San Pietro di Albe vecchia
  - Santa Maria delle Grazie a Ortona dei Marsi
  - Santa Maria Maggiore di Guardiagrele
  - chiesa di Santa Maria di Cartignano (Bussi)
  - Abbazia di San Bartolomeo di Carpineto
  - Santa Maria delle Grazie a Civitaquana
- San Tommaso di Paterno a Caramanico

- VI: L'architettura del XII secolo

PARTE QUARTA
- Il Duecento
- I: Opere che seguono le scuole dei Benedettini
  - Santa Maria di Antrodoco
  - San Dionisio di Borgo Velino
  - Santa Giusta di Bazzano
  - San Giustino di Paganica
  - San Paolo di Peltuino
  - San Nicola di Atri
  - San Giovanni ad Insulam
  - Collegiata di Santa Maria in Platea a Campli
  - Santa Maria Maggiore di Guardiagrele
  - abbazia di San Martino in Valle - Fara San Martino

- II: Derivazioni dalla scuola Casauriense
  - Santa Giusta di Bazzano
  - San Pietro di Campovalano
- III: La Scuola Marsicana
  - chiesa di San Giovanni Battista di Celano
  - San Giovanni Battista di Celano
  - Santa Maria di Luco
  - San Salvatore di Paterno
  - San Nicola di Avezzano
  - Santa Maria in Valle Porclaneta
  - San Cesidio a Trasacco
  - Santa Maria delle Grazie di Rosciolo dei Marsi
  - San Pietro di Alba Fucens
  - San Giovanni in Leopardo
  - Santa Lucia di Magliano dei Marsi
  - Santa Maria del Ponte di Fontecchio (nel comune di Tione degli Abruzzi)

- IV: La Scuola Romano-Marsicana
  - San Pietro di Albe
  - San Pietro di Rocca di Botte
  - L'Ambone di Corcumello
  - L'ambone di Trasacco

- V: Il Gotico Francese e le sue derivazioni
  - abbazia di Santa Maria Arabona
  - Santa Maria Maggiore Santa Maria Maggiore di Lanciano
  - Santo Spirito di Ocre
  - chiesa di Santa Maria ad Cryptas di Fossa
  - San Pellegrino di Bominaco
  - chiesa di Santa Maria in Piano (Loreto Aprutino)
  - Santa Maria delle Grazie a Cocullo
  - Abbazia di Santa Maria della Vittoria
  - Santa Lucia di Magliano dei Marsi
  - Santa Maria de Arabona in Sulmona
  - chiesa di Santa Maria della Valle a Scanno

- VI: Le influenze dell'arte pugliese, campana e sicula
  - San Giovanni in Venere
  - Santa Maria Maggiore di Lanciano
  - San Francesco di Lanciano
  - Santa Lucia di Lanciano
  - Sant'Agata di Chieti
  - Santi Pietro e Paolo ad Alfedena
  - Duomo di San Massimo - Penne
  - il ciborio di San Pietro ad Oratorium,
  - L'ambone di San Paolo di Peltuino
  - Cattedra vescovile di Sulmona
  - Il candelabro di Santa Maria di Bominaco
  - Il candelabro di San Clemente a Casauria
  - Sant'Orante di Ortucchio
  - San Pietro del Vasto, oggi solo portale dopo la frana del 1956

- VII: Le chiese dei Francescani
  - San Francesco di Castelvecchio Subequo
  - San Francesco della scarpa di Sulmona
- San Francesco di Città Sant'Angelo
  - San Francesco di Leonessa

- VIII: I primi monumenti di Aquila
  - Duomo di San Massimo
  - chiesa di Santa Giusta
  - chiesa di Santa Maria Paganica
  - chiesa di San Pietro a Coppito
  - San Martino (demolita nel 1930 ca., sorgeva in piazza Chiarino)
  - basilica di Santa Maria di Collemaggio

- IX: La Scuola Atriana
  - La Cattedrale di Atri - versione duecentesca di Rainaldo d'Atri

- X: L'Architetture nel Duecento

PARTE QUINTA
- Il Trecento
- I: La Scuola Atriana
  - La Cattedrale di Atri
  - Santa Maria di Propezzano
  - San Salvatore a Morro d'Oro
  - Santa Maria in Colleromano (Penne)
  - Santa Maria a Mare - Giulianova
  - San Francesco in Città Sant'Angelo
  - Santa Maria di Paganica - L'Aquila
  - Sant'Andrea di Atri dei Gesuiti (oggi è l'attuale teatro comunale in piazza Duomo ad Atri)
  - San Domenico di Atri
  - Sant'Agostino di Atri
  - Sant'Agostino di Penne
  - Duomo di Penne
  - Cattedrale collegiata di Città Sant'Angelo
  - San Francesco di Loreto Aprutino

- II: La Scuola Aquilana
  - Sant'Antonio abate a L'Aquila (loc. Pile)
  - San Nicola d'Anza - scomparsa mediante demolizion, portale rimontato nella parrocchia di Antrodoco
  - chiesa di San Marciano
  - Santa Maria di Roio
  - chiesa di San Pietro di Sassa - scomparsa dopo il 1703, portale rimontato in San Quinziano di Pile
  - San Marco du Pianola
  - Santa Giusta
  - San Silvestro
  - San Domenico
  - San Francesco di San Pio di Fontecchio (portale)
  - Santa Maria di Collemaggio

- III: I monumenti di Chieti e dintorni
  - Basilica di San Tommaso di Ortona
  - Santa Maria della Civitella o dei Celestini a Chieti
  - Cattedrale di Chieti
  - Sant'Antonio abate di Chieti
  - San Francesco di Guardiagrele
  - Sant'Agata a Fara Filiorum Petri
  - San Nicola di Manoppello

- IV: La Scuola di Lanciano (Francesco Petrini)
  - Santa Maria Maggiore di Lanciano
  - Santa Lucia
  - Sant'Agostino
  - Cattedrale di Larino in Molise
- Duomo di San Leucio di Atessa
- Convento di San Francesco a Monteodorisio (facciata, demolita nel 1964)

- V: I monumento di Teramo e dintorni
  - Duomo di Teramo
  - Torre campanaria del duomo
  - Tomba dei Canonici
  - San Francesco di Teramo, San Francesco di Campli, Sant'Antonio di Padova a Morro d'Oro
  - Santa Maria di Platea a Campli
  - San Pietro e Sant'Andrea di Castelbasso

- VI: I monumento di Sulmona nel Trecento

- - Chiesa di Sant'Agostino (demolita nell'Ottocento, il portale rimontato sulla facciata di San Filippo Neri)
  - San Martino di Gagliano Aterno
  - Chiesa della Madonna Casale al Piano di Cinquemiglia, portale (verso Rocca Pia)
  - Cattedrale di Sulmona
  - Prospetto della chiesa di San Francesco della Scarpa, via Manlio d'Eramo
  - chiesa di Santa Maria della Tomba

- VII: I monumenti del Trecento nella Marsica
  - Santa Sabina di San Benedetto dei Marsi
  - Sant'Antonio di Pescina
  - San Giovanni Battista in Ortona dei Marsi
  - Santa Maria delle Grazie a Cocullo
  - Chiesa di Gioia Vecchio: San Vincenzo

- VIII: Le chiese conventuali
  - San Francesco di Teramo o Sant'Antonio di Padova - Teramo
  - San Domenico di Teramo
  - San Francesco di Campli
  - Il portale di Sant'Antonio a Morro d'Oro
  - San Domenico di Chieti (demolita nel 1913 per far posto al palazzo della Provincia)
  - San Francesco di Chieti
  - Sant'Agostino di Chieti
  - Sant'Agostino di Cittaducale
  - San Francesco di Guardiagrele
  - San Francesco di Monteodorisio
  - San Francesco di Avezzano, attuale San Giovanni decollato al castello
  - San Francesco di Tagliacozzo

PARTE SESTA
- Il Quattrocento
- I: Gli artisti teutonici
  - Il monumento funebre Caldora nella Badia Morronese
  - Il monumento Camponeschi in L'Aquila, chiesa di San Biagio d'Amiterno
  - Il monumento Gaglioffi in L'Aquila
  - Santa Maria Maggiore di Guardiagrele
  - San Martino in Valle a Fara S.M.
  - Santa Maria Assunta o Maggiore a Caramanico Terme
  - San Tommaso D'Aquino a Caramanico, convento dei domenicani

- II: I maestri lombardi
  - Il palazzo Tabassi a Sulmona
  - Santi Cosma e Damiano a Tagliacozzo
  - Sant'Antonio di Tossicia
  - Fonte battesimale del Duomo dell'Aquila
  - Campanile del duomo di Teramo (scuola di Antonio da Lodi)
  - Campanile del duomo di Atri
  - Campanile di Sant'Agostino di Atri
  - Campanile di Santa Maria in Platea di Campli
- Campanile di Corropoli
  - Collegiata di San Michele in Città Sant'Angelo e campanile
  - Campanile di Sant'Agostino di Penne
  - San Giovanni Evangelista di Penne
  - Campanile di Santa Maria in Piano a Loreto Aprutino
  - Campanile del duomo di Chieti
  - duomo di San Flaviano di Giulianova
  - Santa Maria del Tricalle a Chieti

- III: La Scuola Aquilana
  - Prospetto di San Domenico
  - Prospetto di San Giovanni di Lucoli a L'Aquila (portale rimontato davanti alla chiesa di San Francesco da Paola)
  - San Flaviano della Torre m di Aquila
  - Santa Maria del Guasto (facciata rimontata nella chiesa della Madonna degli Angeli a Porta Napoli)
  - San Vito di Aquila
  - Santa Maria del Carmine
  - Chiesa della Beata Antonia
  - Santa Maria di Farfa
  - Santa Maria del Soccorso
  - basilica di San Bernardino

- IV: L'espansione della Scuola Aquilana
  - Santa Maria del Popolo di Cittaducale
  - Il portale di Sant'Agostino di Cittaducale
  - basilica di Santa Maria del Colle di Pescocostanzo
  - Santa Maria Assunta di Assergi
  - Santa Maria di Antrodoco
  - San Francesco di Popoli
  - San Giovanni Battista di Celano
  - San Francesco di Celano
  - Sant'Angelo di Celano
  - Santa Lucia di Magliano dei Marsi
  - San Nicola di Albe
  - Santa Maria delle Grazie a Rosciolo
  - Chiesa parrocchiale di Cappelle dei Marsi
  - Chiesa della Santissima Trinità di Aielli
  - San Francesco a Tagliacozzo
  - Chiesa dell'Annunziata di Tagliacozzo

- V: Le derivazioni dal Gotico
  - Santi Pietro e Paolo a Pescasseroli
  - San Francesco di Fontecchio
  - San Pietro a Loreto Aprutino
  - San Massimo dell'Isola
  - Santa Maria Nuova di Cellino Attanasio
  - Chiesa parrocchiale di Tossicia
  - Portale di Sant'Agostino di Atri
  - San Francesco di Amatrice
  - Sant'Agostino di Amatrice
  - Santa Maria Assunta di Caramanico Terme
  - Il portale di San Tommaso d'Aquino a Caramanico
  - San Pietro di Leonessa
  - Il portale di San Marcello ad Anversa degli Abruzzi
  - La sacrestia della basilica di San Tommaso a Ortona

- VI: Architettura abruzzese nel Quattrocentio
  - Santa Maria del Carmine di Carsoli
  - Santa Maria del Ponte di Fontecchio
  - Il ciborio di San Clemente a Casauria
  - San Michele Arcangelo di Vittorito
  - Santa Maria di Valleverde a Celano
  - Santa Cecilia di Cittaducale
  - Santa Maria dei Raccomandati di Cittaducale
  - San Giovanni in Cittaducale
  - Santa Maria di Loreto ad Amatrice
  - San Martino di Pentima (parrocchia di Corfinio)
  - Santa Maria degli Angeli di Bugnara
  - Santa Maria del Soccorso di Tagliacozzo
  - Il chiostro delle monache di San Giovanni a Scorzone in Teramo
  - Santa Maria di Valleverde a Barisciano
  - Santa Maria del Borgo di Vittorito (o Madonna della Neve, parrocchiale)
  - San Lorenzo di Nocciano
  - Santa Maria Maddalena di Ortona (o Madonna di Costantinopoli, attualesm sede dei Salesiani)
  - Santa Maria ad Nives di Magliano dei Marsi

PARTE SETTIMA
- Il Cinquecento
  - I: Le ultime derivazioni dal Gotico
  - San Sebastiano di Paterno (Celano)
  - Santa Maria di Leonessa
  - San Francesco di Leonessa
  - Santi Cosma e Damiano di Tagliacozzo
  - San Nicola di Corumello
  - Santa Maria a Vico di Avezzano (distrutta dal terremoto del 1915)
  - San Sebastiano di Luco dei Marsi)

- II: Il Rinascimento
  - Battistero della Cattedrale di Atri
  - Cappella Acquaviva nella cattedrale di Atri
  - Altare del Sacramento nella collegiata di Campli
  - Ciborio del duomo di Teramo
  - L'arca o sepolcro di Celestino V a Collemaggio
  - Mausoleo di San Bernardino a L'Aquila, basilica omonima
  - Mausoleo di Jacopo di Notar Nanni a L'Aquila, chiesa del Soccorso
  - Oratorio dei Nobili - L'Aquila,  peesso il palazzetto dei Nobili
  - Santa Maria ad Cryptas - Fossa
  - Edicola di Santa Iona (Ovindoli)
  - Monastero delle Clarisse a L'Aquila
  - Madonna della Cona in Civitella Casanova, cimitero
  - San Pietro di Loreto Aprutino
  - San Francesco di Francavilla al Mare (muro superstite con finestra)
  - San Domenico a Tocco da Casauria
  - Palazzo ducale Caracciolo di Tocco da Casauria (portale)
  - Portale laterale (lato sud) di Santa Maria Maggiore a Guardiagrele
  - Portali di San Nicola di Bari a Guardiagrele
  - Complesso della Santissima Annunziata a Sulmona
  - Facciata di San Bernardino a L'Aquila

- III: L'architettura abruzzese nel Cinquecento
  - Edicola di San Franco nella chiesa dell'Assunta - Assergi
  - Portale di San Pietro in Albe
  - Portali di Santa Maria Le Cese
  - Santa Maria del Soccorso a Tagliacozzo
  - San Gaetano di Goriano Valli
  - Portale di Santa Maria Valleverde di Celano
  - Santa Maria delle Grazie di Anversa
  - Santa Maria della Valle di Scanno
  - Sant'Antonio di Scanno
  - San Rocco di Scanno
  - Santa Maria di Costantinopoli di Scanno
  - Santi Nicola e Clemente a Lama dei Peligni
  - Santa Maria Nuova di Goriano Sicoli
  - Santa Maria del Colle di Pescocostanzo
  - Santa Maria di Centurelli o Centurelle a Caporciano
  - Santa Maria delle Grazie in Scai
  - San Rocco di Aielli
  - Santa Maria ad Nives di Anversa (Castrovalva)
  - Santa Maria delle Grazie di Collarmele, pavimento in maiolica di Anversa
  - Santa Maria delle Grazie a Tocco da Casauria
  - Santa Maria della Misericordia di Ancarano
  - Oratorio della Madonna della Pietà di Rocca Calascio
  - Santa Maria della Misericordia di Tortoreto alto
  - Madonna del Ponte a Bussi
  - San Francesco di Civitella del Tronto
  - San Francesco di Balsorano vecchio
  - San Giovanni Battista dei Cappuccini a Chieti, monumento a tabernacolo dei Valignani
  - Chiesa dei Riformati di Loreto Aprutino (Chiesa del Carmine)
  - Santa Maria della Misericordia in Bellante
  - San Domenico di Tocco da Casauria (interni)
  - Santi Lorenzo e Biagio di Popoli - chiesa della Santissima Trinità
  - San Martino di Gagliano Aterno (interni) e convento delle Clarisse
  - Santa Maria della Misericordia di Pacentro
  - Chiesa di San Pietro a Castel Castagna

## La critica di Mario Moretti
Mario Moretti, soprintendente all'Archeologia e Belle Arti d'Abruzzo e Molise negli anni '60, nel 1968 pubblicò in due tomi una revisione della Storia dell'architettura gaviniana, con un'introduzione in cui esponeva il suo programma analitico e aggiornato delle opere abruzzesi.
La critica a Gavini è dovuta al fatto che nel corso del Novecento, già dagli anni '30, molti sono stati i cambiamenti che le abbazie, le chiese, le basiliche, ecc. hanno subito, soprattutto dovuti a restauri, ad esempio i restauri arbitrari saviniani delle chiese di Teramo, a cominciare dal duomo, per eliminare le aggiunte barocche, oppure ai restauri delle chiese abbaziali di Sant'Angelo a Pianella (PE), di Santa Maria delle Grazie a Civitaquana (PE), di Santa Maria Maggiore di Lanciano (CH), la facciata della chiesa di San Marciano a L'Aquila, restaurata negli anni '40, ecc. Dunque lo stato in cui questi monumenti erano stati descritti tra Otto e Novecento da Bindi e Gavini, era profondamente cambiato, e di fatto le opere di studio risultavano ormai obsolete, ma comunque necessarie per un confronto storico-artistico dello stato del monumento prima dei restauri.

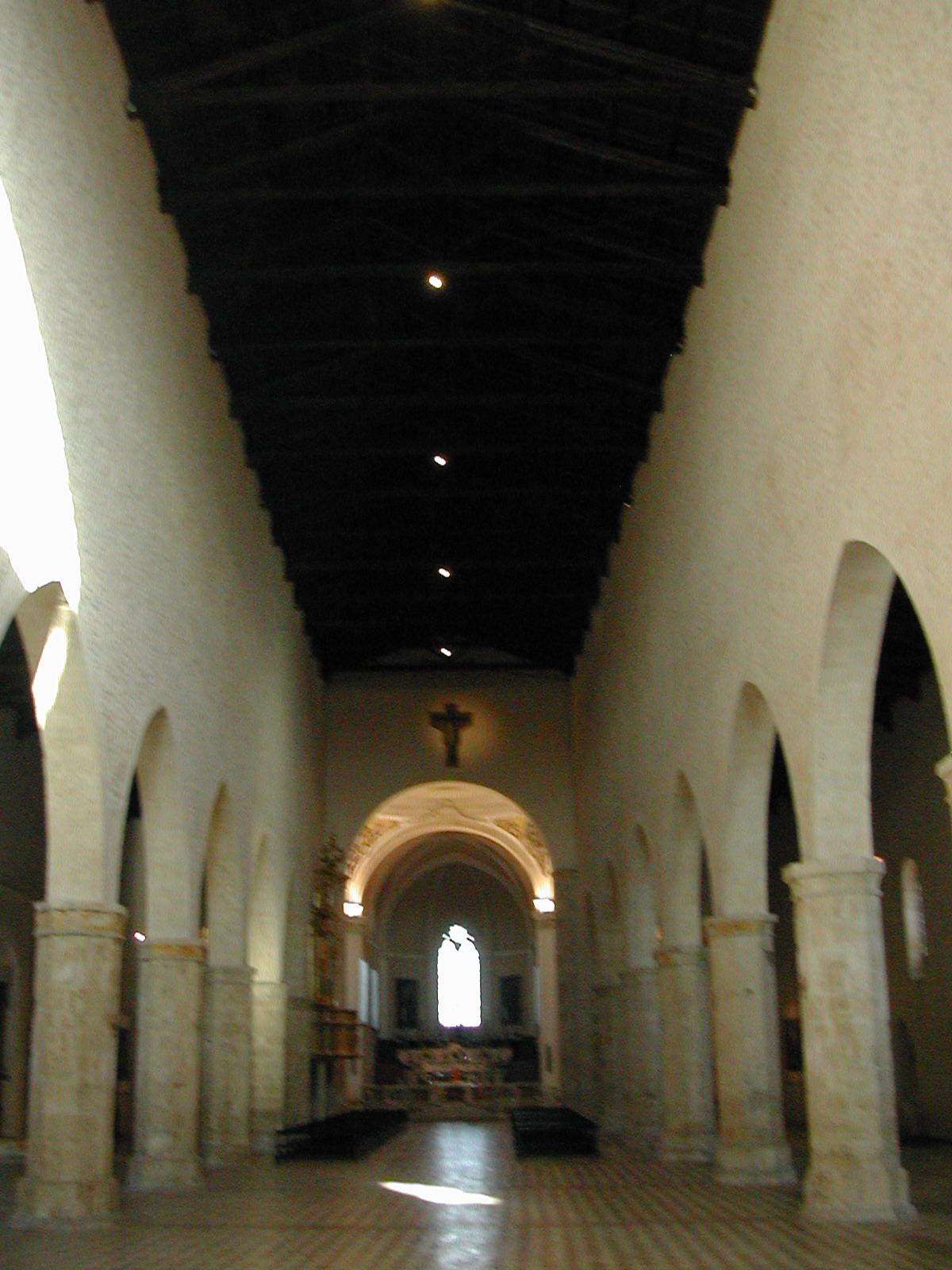
Interno della basilica di Santa Maria di Collemaggio, in stile medievale trecentesco, dopo i restauri del 1968 di Mario Moretti

La seconda guerra mondiale in Abruzzo arrecò nuovi cambiamenti dovuto a distruzioni e saccheggi, in particolar modo la cattedrale di San Tommaso a Ortona, lo sfondamento del tetto del Duomo di Penne a causa dei bombardamenti, ecc., sicché necessitava una nuova critica a queste opere. Oltretutto la Soprintendenza dei Beni d'Abruzzo negli anni '60 e '70 promosse una campagna di recupero totale di molte abbazie medievali e basiliche situate in grave stato di degrado, come la chiesa di Santa Maria di Cartignano a Bussi, la chiesa di Santa Maria del Lago di Moscufo, la chiesa abbazia di San Liberatore alla Majella, la chiesa di Santa Maria ad Cryptas a Fossa (AQ); lo stesso Moretti afferma di aver raccolto più che altro degli appunti per la sua Architettura medioevale in Abruzzo: dal VI al XIV secolo, soffermandosi soltanto sul confronti delle lapidi e dell'architettura stesso nel suo stile di uno specifico monumento con un altro, limitandosi, per quanto riguarda la ricostruzione della storia del monumento, a rimandare a ogni pagina in bibliografia agli studi di Giovanni Pansa, Carlo I. Gavini, Vincenzo Bindi, Francesco Savini e Giacinto Pannella.
Moretti rifiuta la classificazione gaviniana in scuole e modelli, poiché non esistono abbastanza fonti, almeno nel periodo in cui redasse il progetto, per avvalorare questa tesi, inoltre lamentava il fatto che l'opera gaviniana parlasse di un singolo monumento spezzettandone la trattazione in diversi capitoli proprio per la sua tesi di divisione in scuole, così una chiesa che era di origine longobarda, e che subì modifiche durante il romanico, il gotico, ecc. veniva riproposta nella trattazione ogni qualvolta si passava nell'opera dalla sezione delle architettura romaniche a quelle gotiche, rendendone difficile la consultazione.
Mario Moretti fu nel suo periodo apprezzato per l'opera di restauro, anch'essa tuttavia veicolata dal suo pensiero di liberazione delle chiese dalle superfetazioni barocche e no, nel tentativo di riportarle allo stato originario; tuttavia proprio questa sua scelta arbitraria, nei restauri, di eliminare le tracce sei.sette-ottocentesche delle aggiunte artistiche, in tempi recenti gli ha procurato numerose critiche, in particolare dagli studiosi Alessandro Tomei e Francesco Gandolfo, massimi studiosi contemporanei di arte medievale abruzzese. Infatti tra la fine degli anni '60 e la prima metà del '70, soprattutto a L'Aquila, Moretti avviò una campagna devastatrice verso le aggiunte barocche nelle chiese, sventrando il soffitto ligneo intagliato e dorato dei maestri pescolani, che si trovava presso la navata centrale della basilica di Santa Maria di Collemaggio, l'interno della chiesa di San Silvestro, distrusse l'esterno e l'interno della chiesa di San Pietro a Coppito per eliminare le aggiunte barocche dovute ai restauri del dopo terremoto del 1703, ricostruendo la facciata basandosi sul modello delle altre chiese aquilane a facciata romanica quadrata con coronamento orizzontale, oculo centrale e portale romanico strombato, e così via. Lo stesso fece per il duomo di Teramo e le due piazze antistanti (piazza Orsini, ex Cavour, e piazza Martiri della Libertà, ex Vittorio Emanuele), demolendo tutte le abitazioni che si erano nei secoli accalcate attorno alla chiesa, soprattutto nell'ex piazza Vittorio Emanuele, dove le case basse occupavano il secondo ingresso, venendo dal corso San Giorgio. Tra queste case andate perdute ci fu quella dove nacque la poetessa risorgimentale Giannina Milli.